# Carpodacus sipahi
Carpodacus sipahi é uma espécie de ave da família Fringillidae.
Pode ser encontrada nos seguintes países: Butão, China, Índia, Laos, Myanmar, Nepal, Tailândia e Vietname.
Os seus habitats naturais são: florestas temperadas.